# Замок Реджінальда

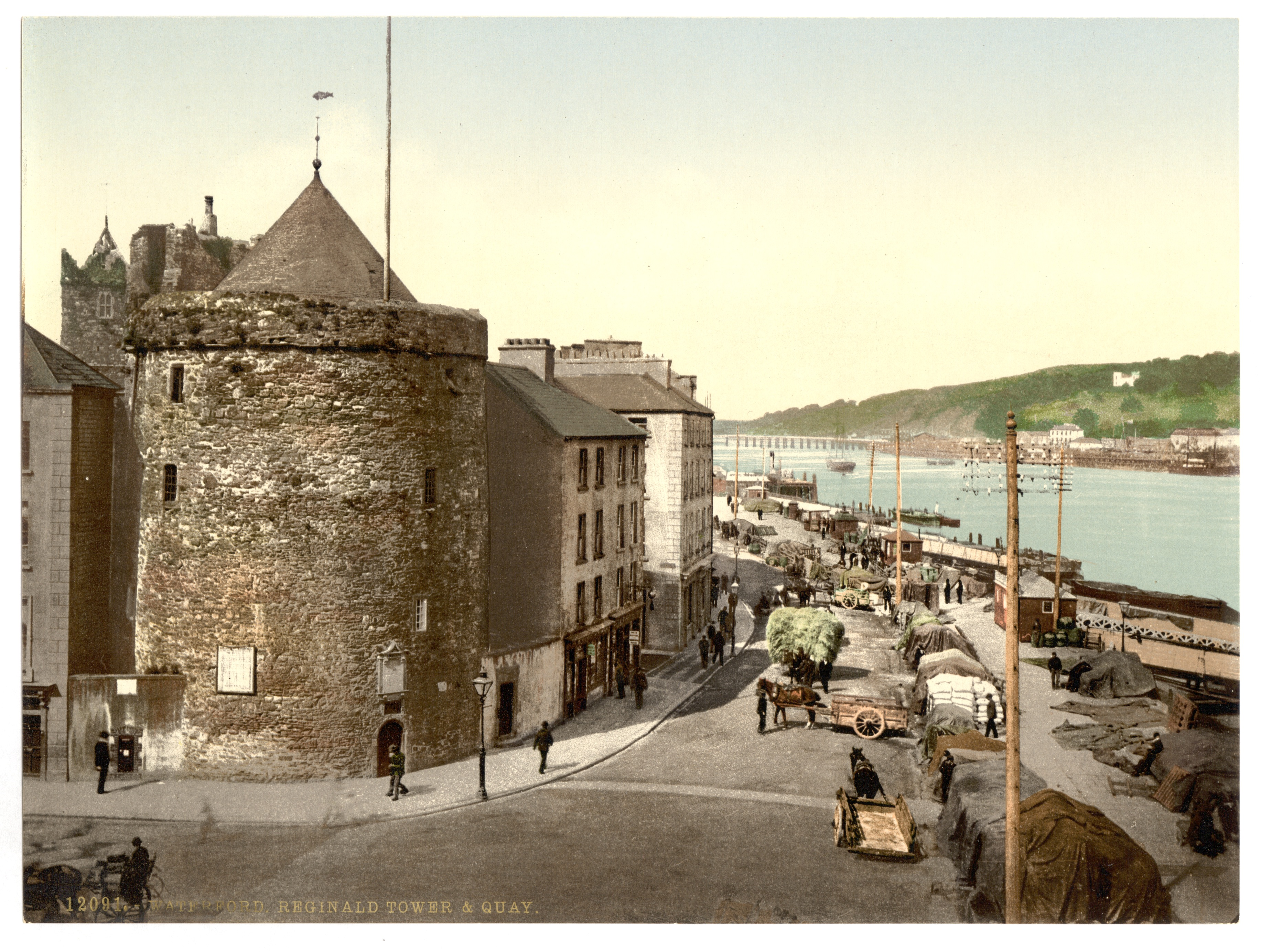
Замок Реджинальда. Малюнок 1890 року.

Замок Реджинальда (англ. Reginald's Tower) — Башта Реджинальда — один із замків Ірландії, розташований в графстві Вотерфорд, в місті Вотерфорд, на східному кінці міської набережної. Замок баштового типу. Протягом століть башта використовувалась з різною метою, в тому числі і для оборони міста. Цей замок вважається найдавнішою громадською спорудою Ірландії, це єдина міська пам'ятка Ірландії, що зберегла ім'я вікінга.

## Історія замку Реджинальда

### ІХ— ХІІІ століття
Замок Реджинальда побудували англо-норманські феодали після завоювання Ірландії в 1171 році на місці більш давньої фортеці вікінгів. Назва замку походить від англоїзованої форми ірландського імені Рагналл, що походить від давньонорвезького імені Рогнвальдр (Røgnvaldr). Назва башти походить від одного з норвезьких правителів міста, яке ще в ІХ столітті заснували вікінги. Можлива дата побудови першої башти Реджинальда вікінгами — 1003 рік. Нинішня башта була побудована в ХІІІ — XIV століттях. Основна частина була побудована десь в 1253—1280 роках. Хоча ще в 1185 році англійський принц Джон — майбутній король Англії Джон Безземельний прибув в Вотерфорд і розпочав будівництво оборонних споруд, у тому числі і цього замку.
Башта Реджинальда висотою 54 фути. Горизонтальний переріз башти круглий. Башта діаметром 42½ фути і вкрита конічним дахом. Спіральні сходи піднімаються всередині товстих стін. Цей замок був частиною стародавньої міської фортеці Вотерфорда, і його можна вважати вершиною трикутника, утвореного трьома структурами — баштою Тургесіуса на вулиці Барронстренд, замку св. Мартіна на Леді-лейн та вежі Реджинальда на набережній і торговому центрі. Ця башта була стратегічно важливою — розташована на висоті між гілкою річки Сент-Джонс на південному сході (потім осушеної, і тепер це місце відоме як торговий центр) і річки Шур на півночі. Це біля давньої французької церкви. Це місце іноді називається Дундорі (походить назва від ірландського слова, яке означає «форт дуба»), тобто, башта Реджинальда іноді називається Башта Дандорі — Башта Фотеці Дуба. Також башта відома як Кільцева вежа. Це була одна з сімнадцяти веж, яка оточувала місто Вотерфорд у часи середньовічя. Сьогодні це найбільша з шести башт, що дожили до нашого часу і які вважаються кращими зразками середньовічних ірландських оборонних споруд. Інші вежі, які збереглися це — Годинникова вежа, Подвійна вежа, Французька вежа, Півмісячна вежа та Вежа Берега.
Вежа Реджинальда використовувалась як митниця, монетний двір, арсенал, в'язниця, військовий склад. Вежа також відома тим, що в цій вежі відбулось весілля Річарда де Клера — ІІ графа Пембрук з Аойфе (Ефе) — дочкою Дермота Мак Мурроу — короля Ленстера (Лагіна), завдяки зраді якого Ірландія була завойована англо-норманськими феодалами у 1171 році. Після цього вежа була частиною королівського замку, який відвідав в 1210 році король Англії Джон Безземельний, що наказав карбувати в Вотерфорді нові монети.

### XIV—XVIII століття
Король Англії Річард ІІ відвідав замок Реджинальда в 1394 році, а потім ще раз в 1399 році. Він використовував вежу як арсенал. 27 липня 1399 року король Річард ІІ залишив замок Реджинальда і повернувся в Англію, де він був скинутий з трону і схоплений майбутнім королем Генріхом IV.
У 1463 році на замовлення парламенті Ірландії, що в той час засідав у місті Вотерфорд у вежі Реджинальна карбувалися монети. На монетах був напис: «Civitas Waterford». У 1495 році гармати замку Реджинальда успіхно відбили штурм війська Перкіна Варбекка — самозванця, що проголосив себе королем Англії Генріхом VII. Гарматний обстріл з вежі затопив один з кораблів самозванця під час 11-ти денної облоги міста. Це було перше успішне використання артилерії в історії Ірландії. У 1901 році з дна річки Шур вдалося дістати гармату тих часів. Ця перемога була відображена в девізі міста Вотерфорд: «Urbs Intacta Manet» — «місто лишається непереможеним».
У 1641 році спалахнуло повстання за незалежність Ірландії. Над містом Вотерфорд і замком Реджинальда замайорів прапор Ірландської конфедерації. Місто і замок були обложені у 1649 році англійськими військами Олівера Кромвеля. Але він тоді так і не зміг захопити місто. Він повернувся сюди в 1650 році і взяв місто штурмом. У стінах замку Реджинальда застрягли гарматні ядра, що лишилися там з часів того штурму.
У 1690 році після поразки в битві на річці Бойн король Англії та Ірландії католик Джеймс II (Яків ІІ) піднявся на вершину вежі Реджинальда, щоб останній раз подивитися на втрачене королівство, перш ніж назавжди покинути Ірландію і піти у вигнання.
У XVII—XVIII століттях башта використовувалася для зберігання боєприпасів. На початку ХІХ століття замок Реджинальда функціонував як в'язниця.

### ХІХ— ХХІ століття
У 1861 році замок Реджинальда став власністю корпорації «Вотерфорд» та резиденції головного констебля Вотерфорду. Замок продовжквав бути заселеним до 1954 року, коли останній житель замку покинув його, а будівля перетворилася на музей. Під час Другої світової війни замок обладнали під бомбосховище — очікували можливих військових дій та бомбардування. Сьогодні в замку знаходиться Музей вікінгів Вотерфорда, експонати, багато археологічних знахідок 2003 року, що були знайдені під час розкопок у Вудстоуні на річці Шур поблизу міста.